# Präludium und Fuge Es-Dur BWV 552

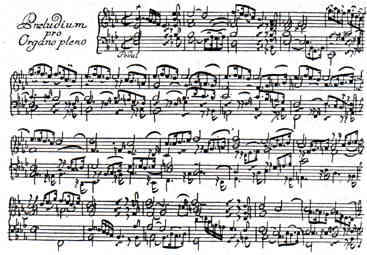
Autograph des Präludiums in Es-Dur

Präludium und Fuge Es-Dur BWV 552 ist ein Orgelwerk von Johann Sebastian Bach.

## Entstehung
Als dritte Folge seiner Serie Clavierübung veröffentlichte Bach 1739  bei dem Nürnberger Notenstecher Balthasar Schmidt eine Sammlung von Orgelwerken. Es handelt sich hauptsächlich um Choralbearbeitungen (BWV 669–689), die zum Teil für eine große Orgel, zum Teil für ein pedalloses kleines Instrument geschrieben sind. Diese (manchmal auch als Orgelmesse bezeichnete) Sammlung wird umrahmt von Präludium und Fuge Es-Dur. Beide Teilstücke sind mit pro Organo pleno überschrieben, um anzugeben, dass hier eine mehrmanualige Orgel mit Pedal zur Ausführung nötig ist.

## Präludium
Das ausladende, konsequent fünfstimmige Präludium greift mit seiner Kombination von vollgriffig-punktierten, oberstimmenbetonten und fugierten Passagen auf den vor allem durch Dietrich Buxtehude gepflegten älteren Typus von Präludium und Fuge zurück, bei dem in einer einzigen weitgespannten Form toccatenhafte Abschnitte mit Fugenteilen abwechseln. Damit ähnelt es dem Präludium Es-Dur aus dem I. Teil des Wohltemperierten Klaviers, das ebenfalls bereits eine breit ausgeführte Fuge enthält und dennoch als Einleitung einer eigenständigen Fuge dient. Durch sein gravitätisch-punktiertes erstes Thema und das schnelle, fugiert ausgeführte dritte Thema weist das Präludium andererseits Merkmale der französischen Ouvertüre auf.
Die drei thematischen Komplexe hat Albert Schweitzer als Symbol der Dreifaltigkeit gedeutet: Das gravitätische, im punktierten Rhythmus gehaltene Thema repräsentiere Gott den Vater, das zweite, auf- und abstrebende Jesus Christus, das dritte schließlich, das in Sechzehntelnoten erst eine Oktave absteige und sich dann auffächere, den Heiligen Geist. Diese Deutung ist allerdings spekulativ; zeitgenössische Quellen, die eine solche Denkart für Bach plausibel machen könnten, sind nicht bekannt. Vielmehr scheint Schweitzers Interpretation der Barockzeit fremd zu sein und auf seine Nähe zur Ästhetik Richard Wagners hinzuweisen.

## Fuge
Die ebenfalls fünfstimmige Fuge ähnelt einer Tripelfuge (d. h. einer Fuge mit drei Themen), verzichtet jedoch auf die abschließende Kombination aller drei Themen in einem gleichzeitigen Ablauf. Sie trägt wie das Präludium archaisierende Züge: indem die einzelnen Abschnitte in verschiedenen Taktarten stehen und – möglicherweise – ihre Tempi nicht auf einen einheitlichen Grundschlag zurückzuführen sind, greift sie auf ältere Ricercarprinzipien zurück. Auch das Thema des ersten Abschnittes ist nicht, wie die meisten anderen Fugenthemen Bachs, ein spätbarockes Charakterthema; vielmehr sind seine neutralen Intervallbewegungen und seine einfache rhythmische Gestalt ein Zug der älteren Ricercarthemen des 17. Jahrhunderts.
Erst die beiden folgenden Abschnitte beginnen, eigenständige Bewegung zu entwickeln. Der zweite Abschnitt benutzt als Thema jedoch eine zwar der spätbarocken Sprache angehörende, innerhalb dieser jedoch allgemein verbreitete, wenig individuelle Sequenzbewegung. Erst das Thema des dritten Teils, das auf einer Quintfallsequenz beruht, zeigt schärfere rhythmische Umrisse. Das Thema des ersten Abschnitts, das gegen Ende des zweiten und des dritten in Kombination mit dem jeweiligen Abschnittsthema wieder auftritt, wird damit von immer charakteristischer werdenden, Bachs Gegenwart sich immer weiter annähernden Gestalten umgeben.

## Bearbeitungen
- 1813 führten Vincent Novello und Samuel Wesley die Fuge vierhändig auf. Wesley komponierte dazu eine freie vierhändige Introduktion.[2]
- 1890 transkribierte Ferruccio Busoni das Werk für Klavier.
- 1928 bearbeitete Arnold Schönberg es für Orchester. Bei der Uraufführung am 10. November 1929 in Berlin dirigierte Wilhelm Furtwängler das Berliner Philharmonische Orchester, einen Tag darauf führte Anton Webern das Werk in Wien auf.[3]
- 1946 erstellte Christopher Le Fleming eine Version für zwei Klaviere im bravourösen Klavierstil des 19. Jahrhunderts.[4]

## Hörbeispiele
- Präludium von Präludium und Fuge Es-Dur BWV 552 – Anhörenⓘ/?
- Fuge von Präludium und Fuge Es-Dur BWV 552 – Anhörenⓘ/?